# Pseudolabrus gayi
Pseudolabrus gayi är en fiskart som först beskrevs av Valenciennes, 1839.  Pseudolabrus gayi ingår i släktet Pseudolabrus och familjen läppfiskar. IUCN kategoriserar arten globalt som livskraftig. Inga underarter finns listade i Catalogue of Life.